# Martin-pêcheur pygmée
Ispidina picta
Espèce
Statut de conservation UICN

 LC  : Préoccupation mineure
Synonymes
- Ceyx pictus

Le Martin-pêcheur pygmée (Ispidina picta) est une espèce d'oiseau de la famille des Alcedinidae.